# Plafond à la fougère

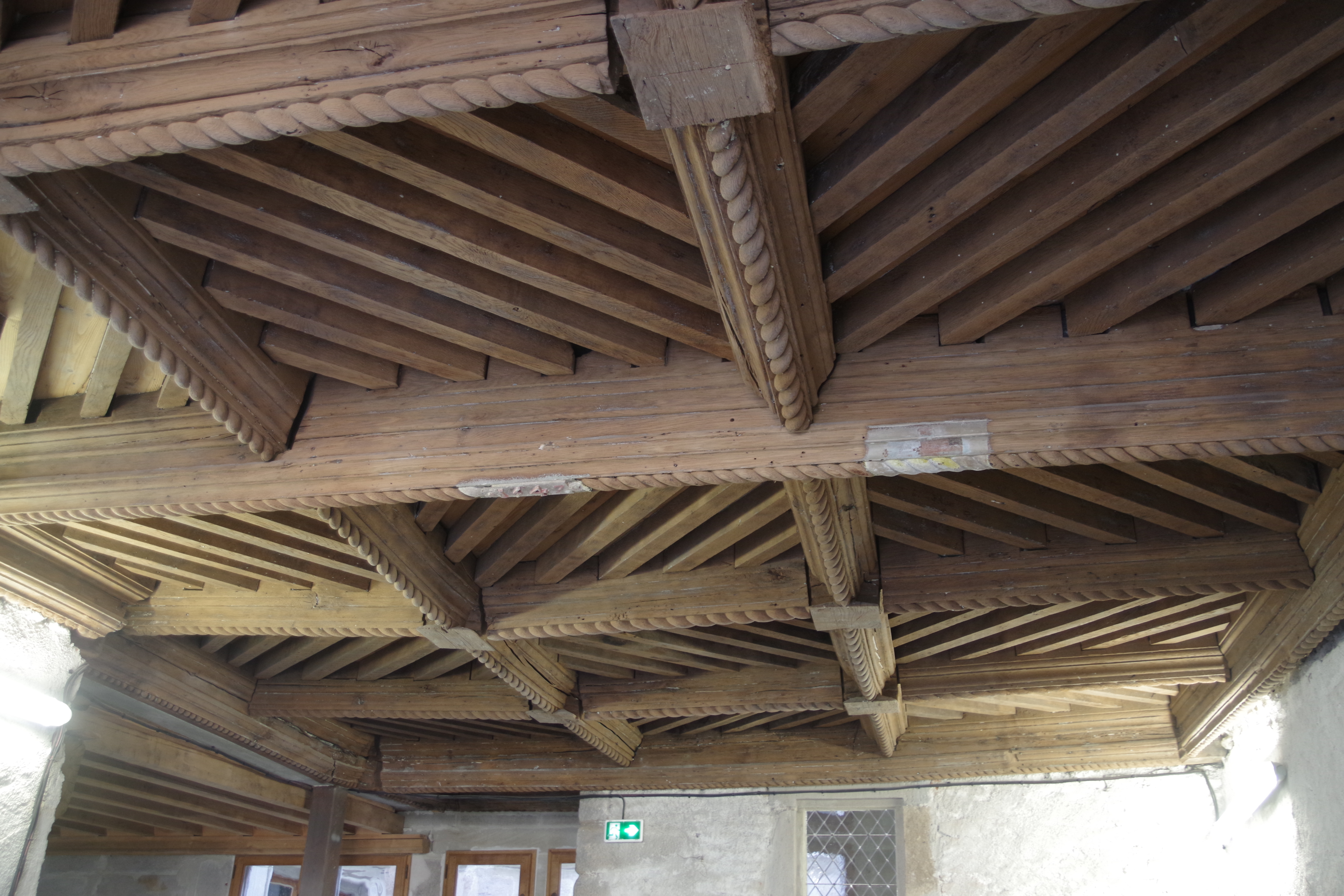
Plafond à la fougère dans la demeure Chamoncel à Saint-Étienne.

Un plafond « à la fougère » est un plafond caractéristique du Forez. Il est constitué de caissons carrés dans lesquels des solives sont disposées en forme de fougère. Il serait apparu au XVIème siècle, peut-être d'une combinaison entre le plafond à la française et le plafond à caissons, d'origine italienne.